# Collegio di Dewsbury
Dewsbury è stato un collegio elettorale inglese della Camera dei comuni del Parlamento del Regno Unito, situato nel West Yorkshire. Eleggeva un membro del Parlamento con il sistema maggioritario a turno unico; il collegio è stato abolito in occasione della revisione periodica del 2024.

## Estensione
- 1918-1950: il County Borough di Dewsbury.
- 1950-1955: il County Borough di Dewsbury, il Borough di Ossett e i distretti urbani di Heckmondwike e Mirfield.
- 1955-1983: il County Borough di Dewsbury, il Borough di Ossett e il distretto urbano di Mirfield.
- 1983-1997: i ward del borgo di Kirklees di Denby Dale, Dewsbury East, Dewsbury West, Kirkburton, Mirfield e Thornhill.
- 1997-2010: i ward del borgo di Kirklees di Dewsbury East, Dewsbury West, Heckmondwike, Mirfield e Thornhill.
- 2010-2024: i ward del borgo di Kirklees di Denby Dale, Dewsbury East, Dewsbury South, Dewsbury West, Kirkburton e Mirfield.

Il collegio copriva le città di Dewsbury e Mirfield, oltre alle aree circostanti.
Con la ridefinizione dei confini del 2010, il collegio perse il ward laburista di Heckmondwike, ma ottenne i ward conservatori di Denby Dale e Kirkburton.

## Profilo
Il collegio presentava una considerevole popolazione musulmana e poche porzioni rurali; Dewsbury era molto tendente verso i laburisti, mentre i restanti ward erano conservatori. Il collegio risultava vicino alla media nazionale di reddito pro capite e diverse zone sono appetibili dal punto di vista edilizio, data la vista sui monti Pennini. Relativamente poche persone si affidavano all'edilizia sociale. Sulla scia delle crescenti paure sull'estremismo islamico, il candidato laburista Shahid Malik godette di una forte esposizione mediatica a seguito della sua vittoria nel 2005, con diverse apparizioni televisive ed interviste che denunciavano fortemente gli estremismi. Quest'area è tuttavia anche stata molto forte per il Partito Nazionale Britannico (BNP), che nel 2005 ha ottenuto il suo più alto risultato del Regno Unito, con il 13,1%, strappato principalmente al partito laburista. Il BNP ha anche avuto buoni risultati a livello locale, quando nel 2006 per la prima volta nel Regno Unito il partito ha ottenuto più voti di tutti gli altri. Tuttavia, alle elezioni generali del 2010, la popolarità del BNP a Dewsbury diminuì, nonostante un aumento dei consensi a livello nazionale, e nel collegio ottennero solo il 6% dei voti.

## Membri del Parlamento
| Elezione | Elezione        | Deputato               | Partito            |
| -------- | --------------- | ---------------------- | ------------------ |
|          | 1868            | Sir John Simon         | Liberale           |
| 1888 (S) | Mark Oldroyd    |                        | Liberale           |
| 1902 (S) | Walter Runciman |                        | Liberale           |
|          | 1918            | Emil William Pickering | Conservatore       |
|          | 1922            | Benjamin Riley         | Laburista          |
|          | 1923            | Thomas Edmund Harvey   | Liberale           |
|          | 1924            | Benjamin Riley         | Laburista          |
|          | 1931            | Walter Russell Rea     | Liberale           |
|          | 1935            | Benjamin Riley         | Laburista          |
| 1945     | Will Paling     |                        | Laburista          |
| 1959     | David Ginsburg  |                        | Laburista          |
|          | David Ginsburg  | 1981                   | Social Democratico |
|          | 1983            | John Whitfield         | Conservatore       |
|          | 1987            | Ann Taylor             | Laburista          |
| 2005     | Shahid Malik    |                        | Laburista          |
|          | 2010            | Simon Reevell          | Conservatore       |
|          | 2015            | Paula Sherriff         | Laburista          |
|          | 2019            | Mark Eastwood          | Conservatore       |
|          | 2024            | Collegio abolito       | Collegio abolito   |

## Risultati elettorali

### Elezioni negli anni 2010
| Partito                    | Partito                                           | Candidato                        | Risultati 12 dicembre 2019 | Risultati 12 dicembre 2019 |
| Partito                    | Partito                                           | Candidato                        | Voti                       | %                          |
| -------------------------- | ------------------------------------------------- | -------------------------------- | -------------------------- | -------------------------- |
|                            | Conservatore                                      | Mark Eastwood                    | 26 179                     | 46,43                      |
|                            | Laburista                                         | Paula Sherriff                   | 24 618                     | 43,66                      |
|                            | Lib Dem                                           | John Rossington                  | 2 406                      | 4,27                       |
|                            | Brexit                                            | Philip James                     | 1 874                      | 3,32                       |
|                            | Verdi                                             | Simon Cope                       | 1 060                      | 1,88                       |
|                            | Monster Raving Loony                              | Sir Archibald Earl Eaton Stanton | 252                        | 0,45                       |
|                            |                                                   |                                  |                            |                            |
| Iscritti                   | Iscritti                                          | Iscritti                         | 81 253                     | 100,00                     |
| ↳ Votanti (% su iscritti)  | ↳ Votanti (% su iscritti)                         | ↳ Votanti (% su iscritti)        | 56 389                     | 69,40                      |
| ↳ Astenuti (% su iscritti) | ↳ Astenuti (% su iscritti)                        | ↳ Astenuti (% su iscritti)       | 24 864                     | 30,60                      |
|                            |                                                   |                                  |                            |                            |
|                            | Esito: collegio passa da Laburista a Conservatore |                                  |                            |                            |

| Partito                    | Partito                                | Candidato                  | Risultati 8 giugno 2017 | Risultati 8 giugno 2017 |
| Partito                    | Partito                                | Candidato                  | Voti                    | %                       |
| -------------------------- | -------------------------------------- | -------------------------- | ----------------------- | ----------------------- |
|                            | Laburista                              | Paula Sherriff             | 28 814                  | 50,96                   |
|                            | Conservatore                           | Beth Prescott              | 25 493                  | 45,08                   |
|                            | Lib Dem                                | Ednan Hussain              | 1 214                   | 2,15                    |
|                            | Verdi                                  | Simon Cope                 | 1 024                   | 1,81                    |
|                            |                                        |                            |                         |                         |
| Iscritti                   | Iscritti                               | Iscritti                   | 81 359                  | 100,00                  |
| ↳ Votanti (% su iscritti)  | ↳ Votanti (% su iscritti)              | ↳ Votanti (% su iscritti)  | 56 545                  | 69,50                   |
| ↳ Astenuti (% su iscritti) | ↳ Astenuti (% su iscritti)             | ↳ Astenuti (% su iscritti) | 24 814                  | 30,50                   |
|                            |                                        |                            |                         |                         |
|                            | Esito: collegio confermato a Laburista |                            |                         |                         |

| Partito                    | Partito                                           | Candidato                  | Risultati 7 maggio 2015 | Risultati 7 maggio 2015 |
| Partito                    | Partito                                           | Candidato                  | Voti                    | %                       |
| -------------------------- | ------------------------------------------------- | -------------------------- | ----------------------- | ----------------------- |
|                            | Laburista                                         | Paula Sherriff             | 22 406                  | 41,78                   |
|                            | Conservatore                                      | Simon Reevell              | 20 955                  | 39,07                   |
|                            | UKIP                                              | Mark Thackray              | 6 649                   | 12,40                   |
|                            | Lib Dem                                           | Ednan Hussain              | 1 924                   | 3,59                    |
|                            | Verdi                                             | Adrian Cruden              | 1 366                   | 2,55                    |
|                            | Yorkshire                                         | Richard Carter             | 236                     | 0,44                    |
|                            | Cristiano                                         | Steve Hakes                | 94                      | 0,18                    |
|                            |                                                   |                            |                         |                         |
| Iscritti                   | Iscritti                                          | Iscritti                   | 79 806                  | 100,00                  |
| ↳ Votanti (% su iscritti)  | ↳ Votanti (% su iscritti)                         | ↳ Votanti (% su iscritti)  | 53 630                  | 67,20                   |
| ↳ Astenuti (% su iscritti) | ↳ Astenuti (% su iscritti)                        | ↳ Astenuti (% su iscritti) | 26 176                  | 32,80                   |
|                            |                                                   |                            |                         |                         |
|                            | Esito: collegio passa da Conservatore a Laburista |                            |                         |                         |

| Partito                    | Partito                                           | Candidato                  | Risultati 6 maggio 2010 | Risultati 6 maggio 2010 |
| Partito                    | Partito                                           | Candidato                  | Voti                    | %                       |
| -------------------------- | ------------------------------------------------- | -------------------------- | ----------------------- | ----------------------- |
|                            | Conservatore                                      | Simon Reevell              | 18 898                  | 34,99                   |
|                            | Laburista                                         | Shahid Malik               | 17 372                  | 32,17                   |
|                            | Lib Dem                                           | Andrew Hutchinson          | 9 150                   | 16,94                   |
|                            | Indipendente                                      | Khizar Iqbal               | 3 813                   | 7,06                    |
|                            | BNP                                               | Roger Roberts              | 3 265                   | 6,05                    |
|                            | Verdi                                             | Adrian Cruden              | 849                     | 1,57                    |
|                            | Democratici                                       | Michael Felse              | 661                     | 1,22                    |
|                            |                                                   |                            |                         |                         |
| Iscritti                   | Iscritti                                          | Iscritti                   | 78 843                  | 100,00                  |
| ↳ Votanti (% su iscritti)  | ↳ Votanti (% su iscritti)                         | ↳ Votanti (% su iscritti)  | 54 008                  | 68,50                   |
| ↳ Astenuti (% su iscritti) | ↳ Astenuti (% su iscritti)                        | ↳ Astenuti (% su iscritti) | 24 835                  | 31,50                   |
|                            |                                                   |                            |                         |                         |
|                            | Esito: collegio passa da Laburista a Conservatore |                            |                         |                         |

### Elezioni negli anni 2000
| Partito                    | Partito                                | Candidato                  | Risultati 5 maggio 2005 | Risultati 5 maggio 2005 |
| Partito                    | Partito                                | Candidato                  | Voti                    | %                       |
| -------------------------- | -------------------------------------- | -------------------------- | ----------------------- | ----------------------- |
|                            | Laburista                              | Shahid Malik               | 15 807                  | 40,96                   |
|                            | Conservatore                           | Sayeeda Warsi              | 11 192                  | 29,00                   |
|                            | Lib Dem                                | Kingsley Hill              | 5 624                   | 14,57                   |
|                            | BNP                                    | David Exley                | 5 066                   | 13,13                   |
|                            | Verdi                                  | Brenda Smithson            | 593                     | 1,54                    |
|                            | Indipendente                           | Alan Girvan                | 313                     | 0,81                    |
|                            |                                        |                            |                         |                         |
| Iscritti                   | Iscritti                               | Iscritti                   | 62 250                  | 100,00                  |
| ↳ Votanti (% su iscritti)  | ↳ Votanti (% su iscritti)              | ↳ Votanti (% su iscritti)  | 38 595                  | 62,00                   |
| ↳ Astenuti (% su iscritti) | ↳ Astenuti (% su iscritti)             | ↳ Astenuti (% su iscritti) | 23 655                  | 38,00                   |
|                            |                                        |                            |                         |                         |
|                            | Esito: collegio confermato a Laburista |                            |                         |                         |

| Partito                    | Partito                                | Candidato                  | Risultati 7 giugno 2001 | Risultati 7 giugno 2001 |
| Partito                    | Partito                                | Candidato                  | Voti                    | %                       |
| -------------------------- | -------------------------------------- | -------------------------- | ----------------------- | ----------------------- |
|                            | Laburista                              | Ann Taylor                 | 18 524                  | 50,54                   |
|                            | Conservatore                           | Robert Cole                | 11 075                  | 30,22                   |
|                            | Lib Dem                                | Ian Cuthbertson            | 4 382                   | 11,96                   |
|                            | BNP                                    | Russell Smith              | 1 632                   | 4,45                    |
|                            | Verdi                                  | Brenda Smithson            | 560                     | 1,53                    |
|                            | UKIP                                   | David Peace                | 478                     | 1,30                    |
|                            |                                        |                            |                         |                         |
| Iscritti                   | Iscritti                               | Iscritti                   | 62 331                  | 100,00                  |
| ↳ Votanti (% su iscritti)  | ↳ Votanti (% su iscritti)              | ↳ Votanti (% su iscritti)  | 36 651                  | 58,80                   |
| ↳ Astenuti (% su iscritti) | ↳ Astenuti (% su iscritti)             | ↳ Astenuti (% su iscritti) | 25 680                  | 41,20                   |
|                            |                                        |                            |                         |                         |
|                            | Esito: collegio confermato a Laburista |                            |                         |                         |

## Risultati dei referendum

### Referendum sulla permanenza del Regno Unito nell'Unione europea del 2016
|             | Collegio | Lasciare UE % | Rimanere in UE % |
| ----------- | -------- | ------------- | ---------------- |
|             | Dewsbury | 57,2%         | 42,8%            |
| Inghilterra | 53,3%    | 46,7%         |                  |
| Regno Unito | 51,9%    | 48,1%         |                  |